# Compania de Transport Public Iași
Compania de Transport Public Iași SA (abreviat CTP Iași) este operatorul municipal de transport public al orașului Iași. Este deținută integral de Primăria Municipiului Iași, având ca unic acționar municipalitatea ieșeană.

### Istoric
- CTP Iași și-a început activitatea oficială la 1 octombrie 2016, prin preluarea atribuțiilor Regiei Autonome de Transport Public (RATP Iași) .
- Totuși, serviciile de transport electric (tramvai) în Iași datează din 1 martie 1900, iar CTP are rădăcini istorice legate de RATP .
- Troleibuzele au circulat între 1985–2006, când au fost înlocuite cu autobuze standard.

### Rețea și servicii
- CTP operează aproximativ 29 de trasee (inclusiv tramvaie, autobuze și microbuze) pe o rețea de circa 520 km .
- Rețeaua de tramvai cu ecartament metric include 9 linii operate pe aproximativ 140 km, iar flota de autobuze deserveste circa 449 km de trasee urbane .
- Serviciile se extind și în zona metropolitană a Iașului, prin colaborarea cu Asociația Metropolitană de Transport Public Iași (AMTPI), activă din ianuarie 2023.

### Flotă
Tramvaie (approx. 126 unități):
- GT4 (Maschinenfabrik Esslingen⁠(d)) – 106 unități (1959–1965), modernizate 1988–1998
- GT4M (reconstruite la Remar Pașcani) – 1 unitate.
- WU ST10 – 7 unități (1976‑77) de la Darmstadt.
- MAN GT8 – 10 unități.
- Duewag M8C – 7 unități modernizate

Autobuze și microbuze (aprox. 150 unități):
- Autobuze diesel: MAN Lion’s City⁠(d), Euro Bus Diamond, Isuzu⁠(d) Citiport; autobuze articulate preluate de la operatori din străinătate (München, Varșovia).
- Autobuze electrice: Solaris Urbino (20 unități din 2021), ZTE Granton (24 unități din 2023), Karsan e-ATA (21 unități livrate în 2024–2025); alte 25 planificate.

### Modernizări și proiecte
- Până în 2024, CTP a investit ~200 milioane €, concentrându-se pe electrificarea flotei, extinderea rețelei și digitalizarea serviciilor. În 2023 s-au înregistrat aproape 87 milioane de călătorii (față de ~70 milioane în 2021)
- În iunie 2023, au fost aduse 16 tramvaie PESA și 16 Bozankaya (fonduri POR – ~331 milioane lei), plus 20 autobuze Solaris (66,7 milioane lei). Alte 24 autobuze BMC urmează în 2023; planurile POR + PNRR vizează 119 mijloace electrice (50 tramvaie + 69 autobuze), cost total ~150 milioane €
- Se renunță la biletele pe hârtie din 1 septembrie 2025, în favoarea cardurilor electronice încărcabile prin automate și centre de vânzare .
- Modernizarea infrastructurii tramvaielor (cablu 20 kV, stații redresoare) este în desfășurare, inclusiv lucrări de traversare Ciric și cablaje suspendate 24-ore.
- 50 de stații de așteptare vor fi dotate cu panouri electronice, iar trenurile sunt monitorizate prin dispecerat modern.
- Măsuri anti-canicula: dozatoare de apă în stații, udarea liniilor pentru siguranță.

### Financiar și resurse umane
- În 2023, cifra de afaceri: 216 milioane lei; profit net: ~1,43 milioane lei; 1.228 angajați .
- Creștere față de 2022 (177 milioane lei și 762.000 lei profit) .
- În februarie 2025, s-a menționat că societatea avea datorii de ~10 milioane €, iar conturile bancare sunt blocate, plățile fiind limitate la salarii.

### Servicii auxiliare și comunitate
- CTP oferă închiriere de tramvaie istorice, autobuze, spații exterioare și utilaje (buldozere, excavatoare) contra cost .
- Participă activ la „Săptămâna Europeană a Mobilității” (ediția 2024: 15–22 sept.), organizând evenimente tematice și plimbări cu tramvaiul de epocă.